# Hercostomus oxanae
Hercostomus oxanae är en tvåvingeart som beskrevs av Olejnicek 2004. Hercostomus oxanae ingår i släktet Hercostomus och familjen styltflugor. Inga underarter finns listade i Catalogue of Life.